# 法拉利恩佐
法拉利恩佐是由意大利汽车制造商法拉利所设计、生产的一款超级跑车，以法拉利公司创始人的名字命名。2002年上市，以慶祝車廠創立55週年，限量生产399台，另外还有一台特别款赠送给了教宗後拍賣，所得收益撥捐予2004年南亞海嘯災民。

## 簡介
恩佐由曾任職賓尼法利納的日本設計師奥山清行設計，曾經以F60作為初步命名，採用了大量的一級方程式賽車設計概念及技術，一級方程式賽車手迈克尔·舒马赫有部份參與研製，引擎為6公升V12型，最大馬力以及扭力分別為660PS/7800rpm以及67kgm/5500rpm，配上6前速F1半自動變速箱，0-100km/h只需3.6秒（官方數據，非官方數據更短，達到3.2秒），極速可達到355km/h。
為防止不良炒風，購買恩佐的先決條件就是至少擁有3輛其他法拉利車型，擁有F40或者F50則有優先權。恩佐原本生產349台，可是由於符合購車條件的買家超出預定的產量，所以增至399台。

## 榮譽和負評
美國汽車雜誌《Sports Car International》，於2004年將法拉利Enzo評定為2000年代頂級跑車的第三位。另一美國汽車雜誌《Motor Trend》，認為它在史上十大最好法拉利中排行第四。《彭博商業周刊》（Bloomberg Businessweek）則大唱反調，認為它的是過去50年最醜的50款汽車（Fifty Ugliest Cars of the Past 50 Years）之一，批評它的曲線多餘，角度浮誇，尤其是那個V形的車頭蓋、兜風的車門和球狀擋風玻璃更加其醜無比。

## 以法拉利Enzo為原型的車款

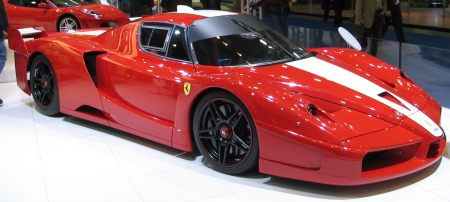
法拉利FXX

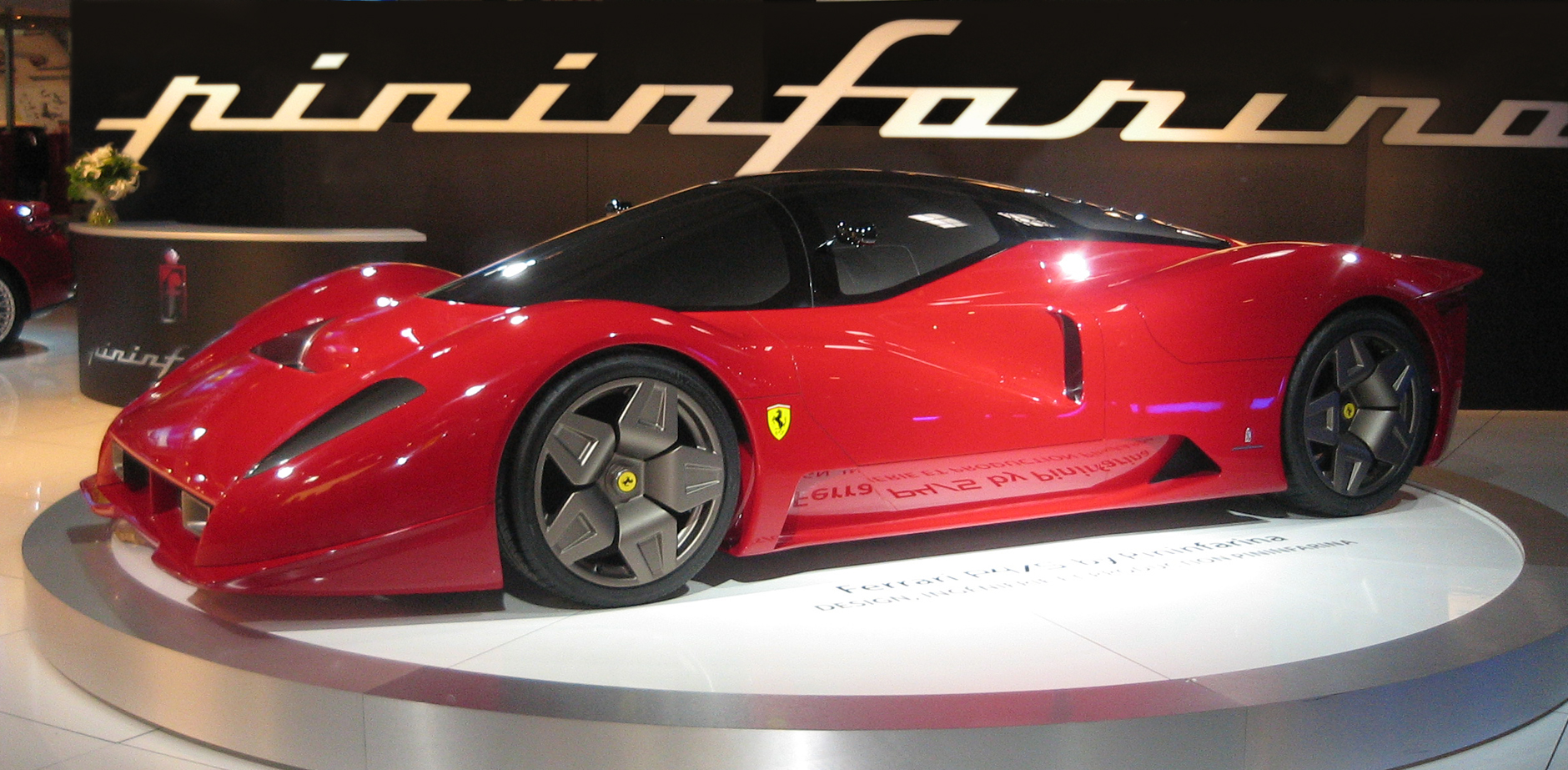
法拉利P4/5

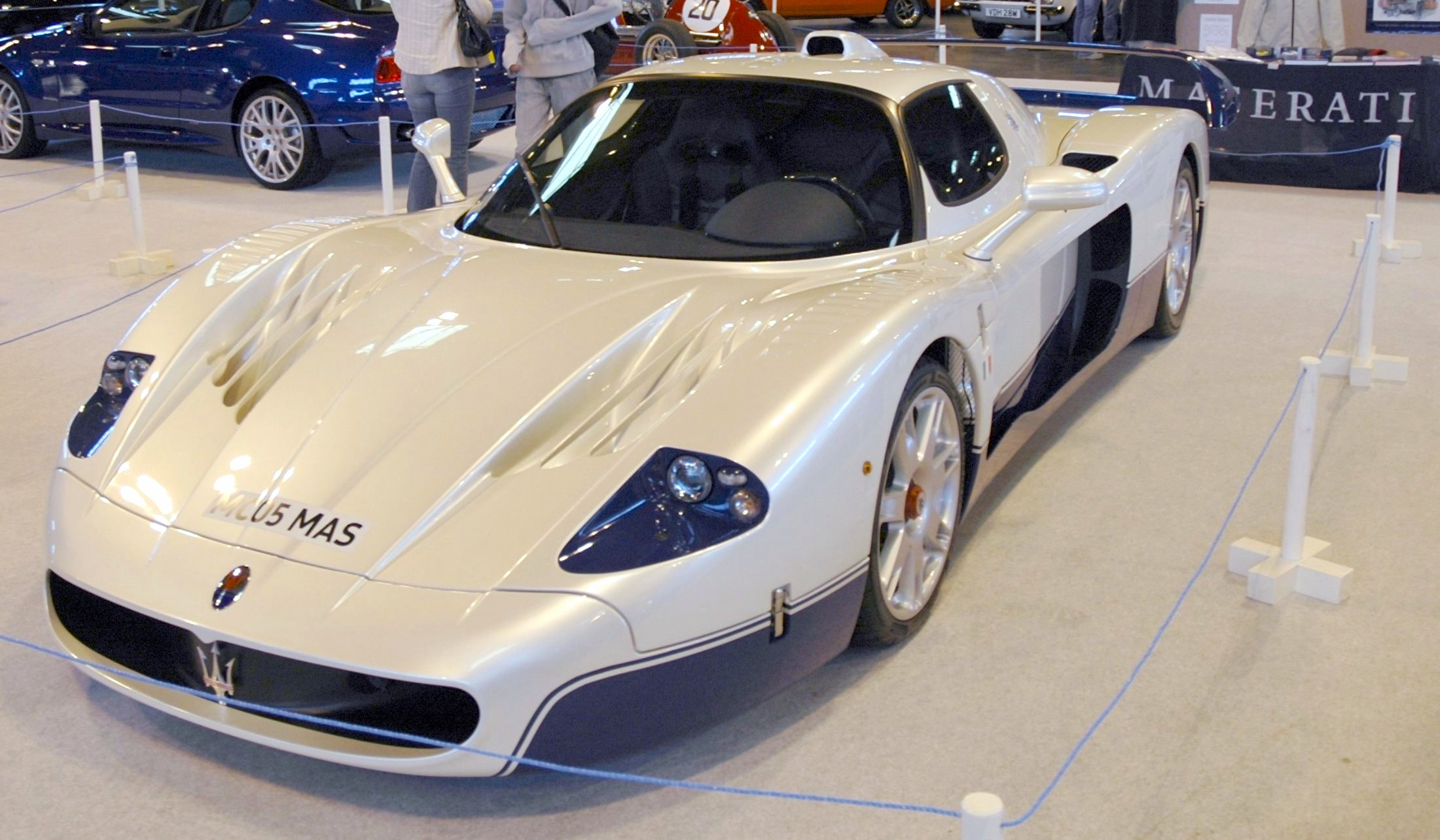
瑪莎拉蒂MC12

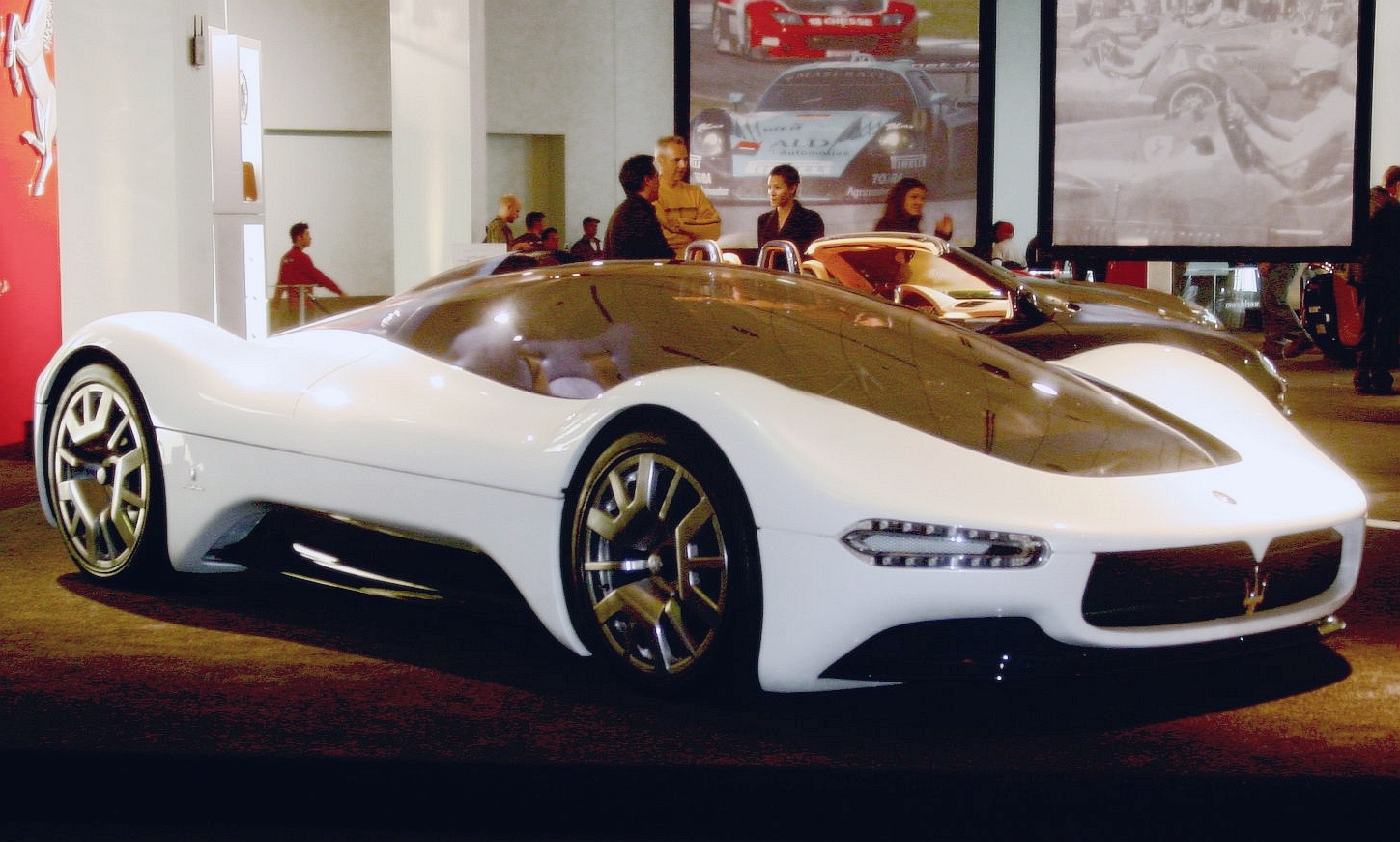
瑪莎拉蒂Birdcage 75th

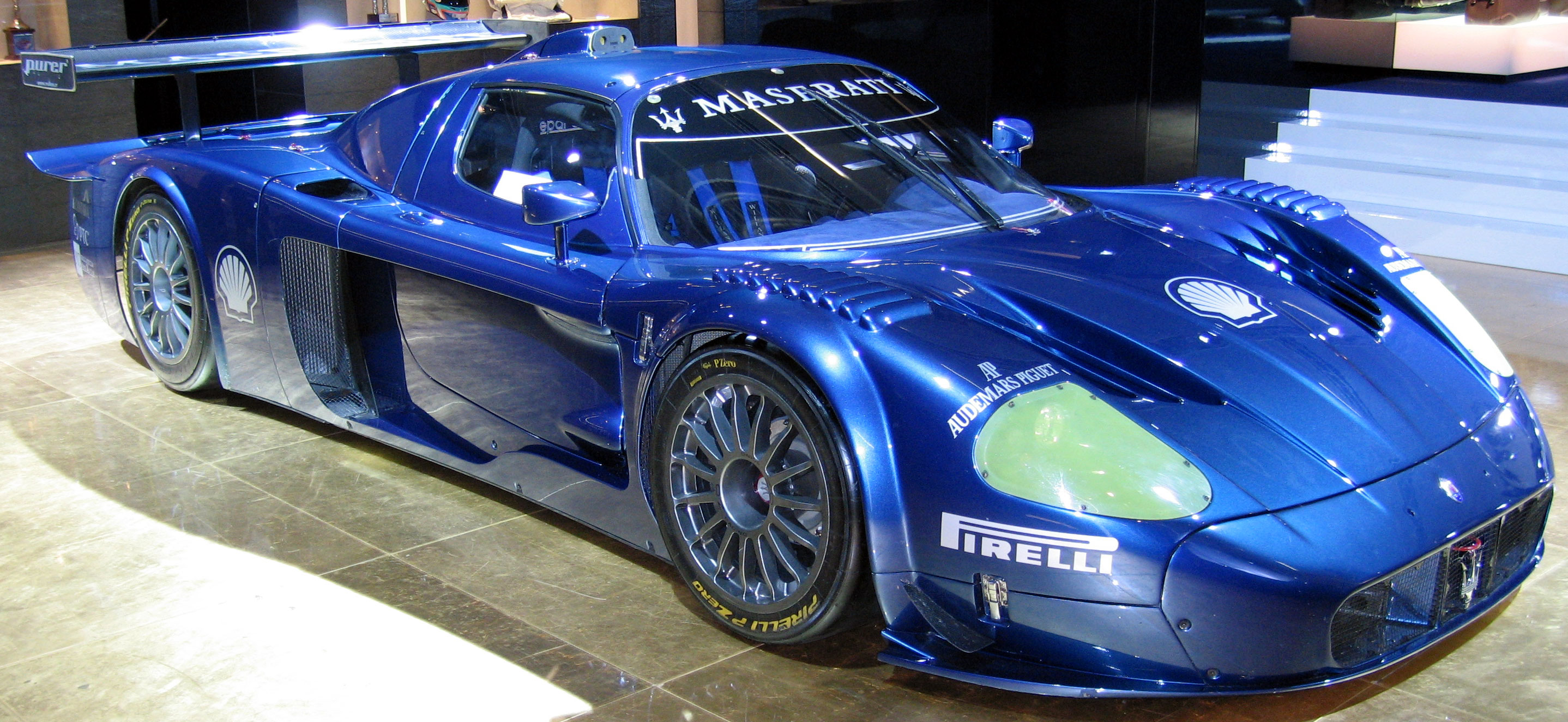
瑪莎拉蒂MC12 Corsa

- 法拉利FXX（英语：Ferrari FXX）
- 法拉利P4/5（英语：Ferrari P4/5 by Pininfarina）
- 瑪莎拉蒂MC12（英语：Maserati MC12）
- 瑪莎拉蒂Birdcage 75th（英语：Maserati Birdcage 75th）
- 瑪莎拉蒂MC12 Corsa（英语：Maserati MC12 Corsa）
- 法拉利Millechili（英语：Ferrari Millechili）
- 法拉利FXX Evoluzione（英语：Ferrari FXX Evoluzione）

## 外部連結
- HowStuffWorks: Enzo （页面存档备份，存于）
- Photographs of a crashed Enzo （页面存档备份，存于）